# Сере деле Форке (Беневенто)
Сере деле Форке је насеље у Италији у округу Беневенто, региону Кампанија.
Према процени из 2011. у насељу је живело 26 становника. Насеље се налази на надморској висини од 507 м.